# Le Souper (film, 1992)
Pour les articles homonymes, voir Le Souper.
Pour plus de détails, voir Fiche technique et Distribution.
Le Souper est un film français réalisé par Édouard Molinaro et sorti le 23 décembre 1992, adaptation de la pièce de théâtre du même nom, de Jean-Claude Brisville.

## Synopsis
Paris, 6 juillet 1815. Le peuple français est inquiet pour son avenir : Napoléon ayant abdiqué une seconde fois, le pays se retrouve sans dirigeant. Talleyrand, ancien ministre des Relations Extérieures, invite à dîner dans son hôtel particulier Fouché, ancien ministre de la Police et actuel chef du gouvernement provisoire, pour en discuter et choisir un nouveau souverain pour la France. Commence alors un long duel verbal entre les deux hommes : Talleyrand pense qu'il faut revenir à la monarchie et mettre Louis XVIII sur le trône, Fouché hésite, moins par conviction politique que parce qu'il a autrefois voté l'exécution de Louis XVI et craint que son frère Louis XVIII le lui fasse payer. Fouché propose tour à tour Napoléon II, Louis Philippe d'Orléans ou le retour à la république mais Talleyrand campe sur sa position. La joute tourne au règlement de comptes lorsque chacun commence à évoquer les crimes que l'autre a commis pour gravir les échelons : implication de Talleyrand dans l'affaire du duc d'Enghien, soutien apporté par Fouché à Jean-Baptiste Carrier dans l'épisode des noyades de Nantes et son implication directe dans la répression du soulèvement de Lyon contre la Convention nationale.
Le film finit par une citation des Mémoires d'Outre-tombe :

« Je me rendis chez Sa Majesté : introduit dans une des chambres qui précédaient celle du roi, je ne trouvai personne ; je m'assis dans un coin et j'attendis. Tout à coup une porte s'ouvre : entre silencieusement le vice appuyé sur le bras du crime, M. de Talleyrand marchant soutenu par M. Fouché ; la vision infernale passe lentement devant moi, pénètre dans le cabinet du roi et disparaît. Fouché venait jurer foi et hommage à son seigneur ; le féal régicide, à genoux, mit les mains qui firent tomber la tête de Louis XVI entre les mains du frère du roi martyr ; l'évêque apostat fut caution du serment. »

— Chateaubriand - Mémoires d'Outre-tombe

## Fiche technique
- Titre : Le Souper
- Réalisation : Édouard Molinaro
- Scénario : Édouard Molinaro, Yves Rousset-Rouard, Jean-Claude Brisville, d'après la pièce de théâtre de ce dernier
- Image : Michael Epp
- Musique originale : Vladimir Cosma et les quatuors à cordes nº 1 et 2 de Luigi Cherubini
- Costumes : Sylvie de Segonzac
- Production : Yves Rousset-Rouard
- Société de production: Trinacra Films, Parma Films, France 2 Cinéma et Canal+
- Sociétés de distribution : Les Films Ariane, France Télévisions Distribution (DVD), Mainstream S.A., TV5Monde (Japon  TV)
- Pays d'origine :  France
- Format : couleurs
- Genre : Historique et drame
- Durée : 90 minutes
- Date de sortie[1] :
  - France : 23 décembre 1992
  - Allemagne : 14 février 1993 ( Berlinale)
  - États-Unis : 23 mars 1996 (VCU French Film Festival)
  - Japon : 1er avril 2014 (TV)

## Distribution
- Claude Brasseur : Joseph Fouché
- Claude Rich : Charles-Maurice de Talleyrand-Périgord
- Ticky Holgado : Jacques Massoulier
- Yann Collette : Jean Vincent
- Alexandra Vandernoot : la duchesse de Dino
- Stéphane Jobert : Antonin Carême
- Lionel Vitrant : l'homme à la torche
- Alexandre Brasseur : 1er badaud
- Didier Cauchy : 2nd badaud
- Michel Piccoli : François-René de Chateaubriand (voix-off)

## Production

### Tournage
Le film est censé se dérouler dans la demeure de Talleyrand, l'hôtel de Saint-Florentin, à l'époque siège du consulat des États-Unis qui a refusé le tournage. Le film a donc dû être tourné à l'hôtel de Monaco, siège de l'ambassade de Pologne, située par un curieux hasard au 1 rue de Talleyrand dans le 7e arrondissement à Paris. L'ambassadeur Jerzy Łukaszewski est remercié au générique.

## Distinctions

### Récompenses
Claude Rich a été récompensé du César du meilleur acteur pour son interprétation de Talleyrand. Le film a aussi remporté le César des meilleurs costumes.